# Ophyiulus muelleri
Ophyiulus muelleri är en mångfotingart som beskrevs av Pius Strasser 1937. Ophyiulus muelleri ingår i släktet Ophyiulus och familjen kejsardubbelfotingar. Inga underarter finns listade i Catalogue of Life.